# Велоспорт на літніх Олімпійських іграх 1912
У змаганнях з велоспорту на літніх Олімпійських іграх 1912 в Стокгольмі розіграно 2 комплекти нагород (лише серед чоловіків) у шосейному велоспорті. Єдиний раз в історії Олімпійських ігор не було змагань з велоспорту на треку.

## Медальний залік

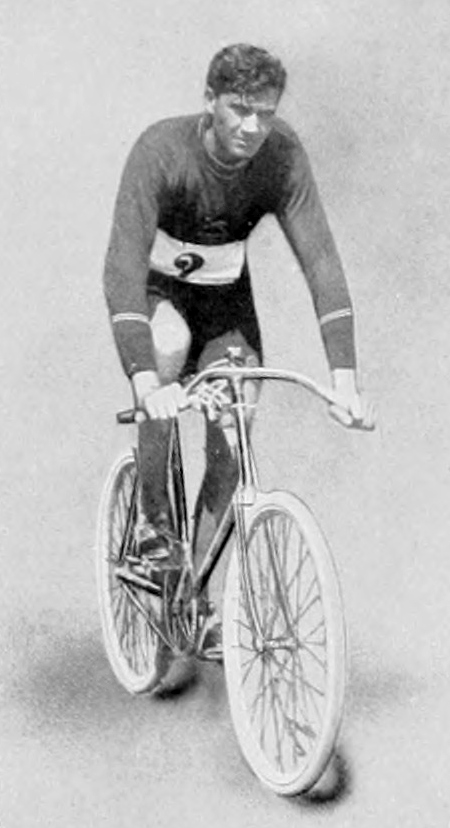
Рудольф Льюїс

| Дисципліни                    | Золото                                                            | Срібло                                                                         | Бронза                                                        |
| ----------------------------- | ----------------------------------------------------------------- | ------------------------------------------------------------------------------ | ------------------------------------------------------------- |
| Роздільна індивідуальна гонка | Рудольф Льюїс (RSA)                                               | Фредерік Ґрабб (GBR)                                                           | Карл Шутте (USA)                                              |
| Роздільна командна гонка      | Швеція (SWE) Ерік Фріборґ Раґнар Мальм Аксель Перссон Альґот Ленн | Велика Британія (GBR) Фредерік Ґрабб Леонард Мередіт Чарлз Мосс Вільям Гаммонд | США (USA) Карл Шутте Елвін Лофтес Алберт Крашел Волтер Мартін |

## Країни, що взяли участь
Змагалися 123 велогонщики з 16-ти країн:
| - Австрія (6) - Бельгія (1) - Богемія (5) - Канада (2) - Чилі (4) - Данія (8) - Фінляндія (5) - Франція (12) |  | - Німеччина (11) - Велика Британія (26) - Угорщина (5) - Норвегія (6) - Росія (10) - Південно-Африканська Республіка (1) - Швеція (12) - США (9) |

## Таблиця медалей
| Місце              | Країна                | Золото | Срібло | Бронза | Загалом |
| ------------------ | --------------------- | ------ | ------ | ------ | ------- |
| 1                  | ПАР (RSA)             | 1      | 0      | 0      | 1       |
| 1                  | Швеція (SWE)          | 1      | 0      | 0      | 1       |
| 3                  | Велика Британія (GBR) | 0      | 2      | 0      | 2       |
| 4                  | США (USA)             | 0      | 0      | 2      | 2       |
| Загалом (4 збірні) | Загалом (4 збірні)    | 2      | 2      | 2      | 6       |